# Kolpez kolpe
Kolpez kolpe (que es podria traduir com «Cop a cop») és el tercer àlbum d'estudi del grup de rock basc Kortatu. L'àlbum va ser gravat en els Estudis IZ de Kaki Arkarazo (llavors guitarrista de M-ak). En aquesta ocasió totes les cançons estaven en èuscar, llengua que Fermin i Iñigo tot just acabaven d'aprender. Per això, per a moltes lletres van comptar amb la col·laboració de Mikel Antza i Josu Landa.
Els ritmes festius dels dos primers àlbums desapareixen ja per complet (excepte en la satírica «Platinozko sudurrak», on juguen amb el mestissatge rock-folklore basc), la manera de cantar de Fermin recorda a com ho farà a Negu Gorriak (el hip hop ja està present en l'obra dels germans Muguruza) i els riffs de guitarra són més secs i durs, similars també a com sonen a Negu Gorriak. Es produeix una evolució sonora donant una major força al so, incloent algunes influències del soul, i incorporant una secció de metalls en alguns temes.
És per a molts, el millor àlbum d'estudi de Kortatu.
L'àlbum va ser reeditat en CD per Esan Ozenki al 1994.

## Llista de cançons
1. «After-Boltxebike» («After-Bolxevic»)
2. «Etxerat!» («A casa!»)
3. «Gernika 37-87»
4. «Denboraren menpe» («Subordinat del temps»)
5. «A.E.K.'ko beteranoak» («Els veterans d'A.E.K.»)
6. «Kolpez kolpe» («Cop a cop»)
7. «Oker nago» («Estic confús»)
8. «Ehun ginen» («Érem cent»)
9. «Platinozko sudurrak» («Nassos de platí»)
10. «Makurtu gabe» («Sense rendir-se»)

Totes les cançons van ser compostes per Fermin Muguruza i Iñigo Muguruza, excepte «Ehun ginen», que és una versió de M-ak i Etxerat! en què la introducció és del tema de The Redskins, Unionize.
Totes les lletres són de Fermin i Iñigo, excepte:
- «Etxerat!» i «Platinozko sudurrak», de Fermin Muguruza i Mikel Antza.
- «Kolpez kolpe», de Josu Landa.
- «Ehun ginen» i «Makurtu gabe», de Mikel Antza.

## Crèdits
- Fermin Muguruza: guitarra i veu.
- Iñigo Muguruza: baix i veu.
- Treku Armendáriz: bateria

### Altres músics
- Yul (de RIP): guitarra a «Makurtu gabe».
- Mikel Laboa: veu a «Ehun ginen».
- Jabier Muguruza: acordió a «Platinozko Sudurrak».
- Mikel Valkarlos: trompeta a «Etxerat!», «Kolpez kolpe», «Oker nago» i «Platinozko sudurrak».
- Javi Silguero: trompeta a «Etxerat!», «Kolpez kolpe», «Oker nago» i «Platinozko sudurrak».
- Josetxo Silguero: saxòfon a «Etxerat!», «Kolpez kolpe», «Oker nago» i a «Platinozko sudurrak».
- Juan Antonio Díez: trombó a «Etxerat!», «Kolpez kolpe», «Oker nago» i «Platinozko sudurrak».
- Ainhoa Fraile: pandero.
- Idoia Fralie: trikiti.

## Personal tècnic
- Kaki Arkarazo: producció i tècnic de so.
- Kortatu: disseny de carpeta i encartament.
- El so de motor accelerant de «Denboraren mempe» es va gravar amb la motocicleta de Pello.